# Syzygium graeffei
Syzygium graeffei är en myrtenväxtart som beskrevs av W.Arthur Whistler. Syzygium graeffei ingår i släktet Syzygium och familjen myrtenväxter.
Artens utbredningsområde är Samoa. Inga underarter finns listade i Catalogue of Life.